# Anders Finn
Anders Emil Orvar Finn, född 14 september 1908 i Sala, död 23 juli 1994 i Uppsala, var en svensk konstnär.
Anders Finn var son till skulptören, konstnären och fotografen Emil Finn och Helga Olsen-Bygdelund. 1940 gifte han sig med Rose Leverin och fick med henne en son (Björn) och en dotter (Elisabet). Han var vidare bror till fotografen och konstnären Lars Finn. Anders Finn fick sin första utbildning i konst av sin far. Han studerade senare vid Konsthögskolan i Stockholm 1932–1933 under Isaac Grünewald, med vilken han och klassen gjorde en utflykt till Oslo.. Finn gjorde även årliga studie- och målarresor till bland annat Frankrike, Spanien, Bornholm, Norge och Öland samt svenska fjällen. 
Han debuterade med en utställning på Palma de Mallorca 1932 och ställde därefter ut bland annat ett flertal gånger i Uppsala och på Gummesons konsthall i Stockholm. Under många år hämtade han motiv från samhällena och öarna på västkusten (Gravarne/Kungshamn, Smögen, Hamburgsund och Fjällbacka) och från bland annat Spanien. Han hade sommarutställningar under många år i Gravarne/Kungshamn och framförallt i gamla fiskehallen i Fjällbacka. Han utvecklade bland annat en speciell teknik som publiken kände igen som "undervattensmotiv". Finn målade även motiv från sin hemstad Uppsala och kännetecknades av en djärv formbildning och expressiva färger. Han hade olika faser under sin karriär: oljemålningar, byggklotstavlor och pasteller.